# فانتزی
خیال‌پردازی یا فانتزی (به فرانسوی: fantaisie) گونه‌ای هنری است که جادو و دیگر اَشکال فراطبیعی را به عنوان عنصر اولیهٔ طرح و توطئه، درون‌مایه یا فضای داستان استفاده می‌کند. این‌گونه معمولاً توسط نگاه، حس و درون‌مایهٔ وسیع از کار اشخاص از گونه‌های علمی‌تخیلی و وحشت متمایز می‌شود، هر چند که این سه گونه نقاط مشترک بسیاری با هم دارند و مجموعاً ادبیات گمانه‌زن ∗ شناخته می‌شوند. در خیال‌پردازی قواعد و قوانین فیزیکی و طبیعی زیر پا گذاشته می‌شود و موجودات ناموجود تصویر می‌شوند. این نوع ادبی معمولاً شامل سحر و جادو، حوادث خارق‌العاده، و موجودات خیالی است.
واژهٔ فانتزی تنها به شکل اسم به کار نمی‌رود و در زبان فارسی به صورت صفت نیز به کار می‌رود.
مراد فرهادپور در مقدمه‌ای که بر برگردان فارسی درخت و برگ نوشته‌است عبارت ادبیات تخیلی مدرن را به عنوان برگردان واژهٔ «فانتزی» به کار می‌برد و آن را شیوهٔ جدیدی شمرده‌است که با اثر موریس آغاز شده‌است.

## ویژگی‌های گونهٔ خیال‌پردازی
ویژگی اصلی خیال‌پردازی، دارا بودن عناصر خیالی در فضایی خود-منسجم است، فضایی که منطق و قوانین خاص خود را دارد که متفاوت با منطق عادی است و داستان آن قوانین را نمی‌شکند. در این ساختار هر مکانی برای عناصر خیال‌پردازی ممکن است: شاید این مکان مخفی باشد یا در جهان ظاهراً واقعی ما رخنه کرده باشد یا شاید کاملاً در دنیایی خیالی رخ بدهد.
در هر اثری عناصر نه فقط باید از قوانین پیروی کنند بلکه به دلیل انسجام طرح و توطئهٔ داستان باید شامل محدودیت‌هایی باشد تا به قهرمانان و تبهکاران داستان اجازه بدهد با هم بجنگند. عناصر جادویی باید بی قید و بند استفاده نشوند وگرنه ساختار داستان از بین می‌رود.

## تاریخچهٔ خیال‌پردازی

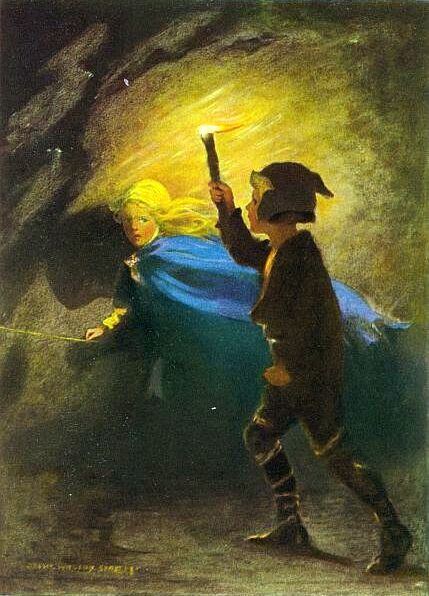
"کوردی به دنبال او می رفت و مشعل خود را به اطراف می گرفت" از جورج مک‌دونالد

با این که گونه خیال‌پردازی به شکل مدرن کمتر از دو قرن عمر دارد، شکل‌های سابق آن تاریخی برجسته و طولانی دارند. عناصر گونه خیال‌پردازی و اسطورهای که سرانجام گونه خیال‌پردازی و زیرگونه‌های خیال‌پردازی را ساختند احتمالاً با حماسهٔ گیلگمش و اولین نوشته‌های بشر آغاز شوند که در دوران بعد بخشی از بزرگ‌ترین و مشهورترین ادبیات بشر را شکل دادند. ماجراجویی‌های خیالی، از ادای شاعرانه تا ادای منثور و اودیسهٔ هومر تا بئوولف، از مهابهاراتا تا کتاب هزار و یک شب و افسانه‌های شاه آرتور که پهلوانان شجاع، هیولاهای مرگبار و سرزمین‌های پنهان بسیاری از خوانندگان را در دنیای خیال فرو بردهااست. اگر این‌طور به تاریخ گونه خیال‌پردازی نگاه کنیم، تاریخ ادبیات و تاریخ خیال‌پردازی آن قدر در هم آمیخته‌اند که نمی‌توان آنها را از هم جدا کرد.
تاریخ ادبیات خیال‌پردازی مدرن با جورج مک‌دونالد ∗، نویسندهٔ اسکاتلندی رمان‌هایی مثل شاهدخت و گوبلین ∗ و فانتاستس ∗، آغاز می‌شود که دومین رمان را بسیاری نخستین رمان خیال‌پردازی بزرگسالان می‌دانند. مک‌دونالد تأثیری بسیار زیاد بر جی. آر. آر. تالکین و سی. اس. لوییس داشت. دیگر نویسندهٔ بزرگ این عصر ویلیام موریس ∗ نام داشت، شاعری بزرگ که چند رمان نیز در اواخر سده نوزدهم نوشت، از جمله مشهورترین آن رمان‌ها: چاهی در انتهای جهان ∗.
به رغم تأثیر مک‌دونالد در آینده و محبوبیت موریس در عصر خود تا سده بعد ادبیات داستانی خیال‌پردازی به مخاطب وسیع دست نیافت. ادوارد پلانکت، که بیشتر به نام لرد دانسنی شناخته می‌شود، نقطهٔ آغازی بر محبوبیت این‌گونه هم به شکل رمان و هم به شکل داستان کوتاه بود. بسیاری از نویسندگان جریان معمول ادبیات هم به خیال‌پردازی‌نویسی روی آوردند، از جمله اچ. رایدر هاگارد ∗، رودیارد کیپلینگ ∗ و ادگار رایس بروز ∗. این نویسندگان همراه با آبراهام مریت ∗ بنیانگذار چیزی بودند که بعدها به نام زیرگونهٔ «دنیای گمشده» مشهور شد و در اوایل سده بیستم پرطرفدارترین شکل خیال‌پردازی بود. در این زمان چندین خیال‌پردازی کودک کلاسیک نیز منتشر شد، از جمله پیتر پَن و جادوگر شگفت‌انگیز اُز.
در واقع، خیال‌پردازی کودکان و نوجوانان خیلی بیشتر از خیال‌پردازی بزرگسالان مطلوب است و این موضوع، نویسندگانی را که تمایل داشتند خیال‌پردازی بنویسند وادار کرده بود اثرشان را با خیال‌پردازی کودکان تطبیق بدهند. ناتانیل هاوثورن کتاب‌های بسیاری نوشت که به خیال‌پردازی تمایل داشتند، اما در کتاب شگفت‌انگیز برای پسرها و دخترها ∗ که برای کودکان و نوجوانان بود خیال‌پردازی نوشت. تا چند سال، این باعث شده بود که بسیاری از کارهای خیال‌پردازی، حتی ارباب حلقه‌ها در ادبیات کودکان طبقه‌بندی شود.
در ۱۹۲۳ اولین مجلهٔ کاملاً مخصوص خیال‌پردازی، قصه‌های عجیب یا وایرد تیلز، ایجاد شد. مجلات شبیه به این بی‌درنگ چاپ شدند که از همه مشهورتر مجلهٔ خیال‌پردازی و علمی‌تخیلی (به انگلیسی: Magazine of Fantasy and Science fiction) بود. مجلات عامیانه و ارزان در اوج محبوبیت خود بودند و درآوردن ادبیات خیال‌پردازی به مخاطبان بسیار هم در آمریکا و هم در انگلیس مهم بودند. این مجلات در موفقیت علمی‌تخیلی هم مهم بودند و در این زمان این دو گونه با یکدیگر ارتباط خود را آغاز کردند.
در ۱۹۵۰ ادبیات «شمشیر و جادوگری» خوانندگان زیادی یافته بود، زیرا کتاب‌های کنان بربر نوشتهٔ رابرت ای. هووارد و ال. اسپراگ دی کمپ و فافرد و موش‌گیر خاکستری نوشتهٔ فریتز لایبر به موفقیت بسیاری دست یافته بود. اما ظهور خیال‌پردازی والا ∗ و بیشتر از همه محبوبیت هابیت و ارباب حلقه‌ها اثر جی. آر.آر تالکین در دههٔ شصت میلادی، خیال‌پردازی را وارد ادبیات اصلی کرد. مجموعه‌های دیگر مثل سرگذشت نارنیا نوشتهٔ سی اس لوئیس و دریا-زمین نوشتهٔ اورسلا لوگویین به محبوبیت این‌گونه استحکام بخشید.
محبوبیت گونه خیال‌پردازی در سده بیست و یکم ادامه یافت و پرفروش بودن کتاب‌های هری پاتر نوشته‌یجی. کی. رولینگ این را نشان می‌دهد. چندین برداشت از کتاب‌های خیال‌پردازی به موفقیت خیلی زیاد دست یافتند که از همه مشهورتر سه‌گانهٔ ارباب حلقه‌ها به کارگردانی پیتر جکسون است.